# Madurai (district)
Madurai is een district van de Indiase staat Tamil Nadu. Het district telt 2.562.279 inwoners (2001) en heeft een oppervlakte van 3676 km².
Madurai werd gesticht in 1956, als een van de 13 districten van de toenmalige deelstaat Madras. In 1985 kromp Madurai aanzienlijk toen het noordelijke gedeelte werd afgesplitst en het district Dindigul ging vormen. In 1996 werd ook het westelijk gelegen gebied Theni een zelfstandig district.
Hoofdstad: Chennai
Districten: Ariyalur · Chengalpattu · Chennai · Coimbatore · Cuddalore · Dharmapuri · Dindigul · Erode · Kallakurichi · Kanchipuram · Kanyakumari · Karur · Krishnagiri · Madurai · Mayiladuthurai · Nagapattinam · Namakkal · Nilgiris · Perambalur · Pudukkottai · Ramanathapuram · Ranipet · Salem · Sivaganga · Tenkasi · Thanjavur · Theni · Thoothukudi · Tiruchirappalli · Tirunelveli · Tirupattur · Tirupur · Tiruvallur · Tiruvannamalai · Tiruvarur · Vellore · Viluppuram · Virudhunagar